# Pedra Branca (Tasmania)
Pedra Branca è un isolotto roccioso situato al largo della costa meridionale della Tasmania (Australia) nel mar di Tasman. L'isola appartiene alla municipalità di Huon Valley, una delle Local government area della Tasmania, e si trova all'interno del Southwest National Park, che a sua volta fa parte della Tasmanian Wilderness World Heritage Area.

## Geografia
Pedra Branca si trova al largo, circa 26 km a sud-est di South East Cape, il punto più meridionale della Tasmania e dello stato dell'Australia. L'isola misura circa 270 m di lunghezza per 100 m di larghezza; ha un'area di 0,025 km² e un'altezza di 60 m. Fa parte di un gruppo di tre scogli:
- Eddystone, a est alla distanza di 2,2 km 43°51′18″N 147°00′00″E.
- Sidmouth Rock, a 28 km da South East Cape e circa 2 km a nord-est di Eddystone 43°50′24″N 147°01′12″E.

### Flora e fauna
L'unica specie vegetale che si trova sull'isola è la succulenta Sarcocornia quinqueflora.
Insieme alla vicina Eddystone e Sidmouth Rock l'isola costituisce un'Important Bird Area perché sostiene oltre l'1% della popolazione mondiale di albatro cauto e sula australiana. C'è inoltre il prione fatato, il gabbiano del Pacifico, il gabbiano australiano, lo zafferano meridionale e il cormorano faccianera. Ci sono solo tre località di nidificazione di albatro cauto nel mondo, tutte in Tasmania: su Mewstone, su Pedra Branca e su Albatross Island nello stretto di Bass.
L'otaria orsina del Capo usa fermarsi sugli scogli dell'isola mentre l'otaria orsina meridionale lo fa solo occasionalmente.
La minuscola isola battuta dal vento è l'unico habitat conosciuto di una specie di lucertola, il Niveoscincus palfreymani, detto anche Carinascincus palfreymani o Pseudemoia palfreymani (Pedra Branca skink). Si stima che sopravvivano 400 individui, ma la specie è elencata come vulnerabile.

## Storia
Abel Tasman guidò la prima spedizione europea conosciuta per avvistare la Tasmania. La sua annotazione sul diario del 29 novembre 1642 riporta che egli osservò uno scoglio simile a un isolotto chiamato Pedra Branca al largo della Cina, presumibilmente riferendosi a Pedra Branca nel mar cinese meridionale. Il giornale di bordo colloca Pedra Branca "a circa quattro miglia [olandesi]" dalla terraferma della Tasmania; un miglio olandese di quel periodo era di circa 5,8 chilometri, quindi 4 miglia olandesi sarebbero 23 chilometri, che si avvicina alla distanza effettiva di Pedra Branca da South East Cape.
Pedra Branca è zona di grande ondate per la pratica del surf. Il 1º gennaio 2016, una foto di Pedra Branca con foche e uccelli all'inseguimento del pesce è stata la foto di copertina del National Geographic. La foto è stata scattata alla fine del 2015 da Andy Chisholm che era tra un gruppo di surfisti.